# Síndrome de desregulação da dopamina
Síndrome de desregulação da dopamina (SDS) é uma disfunção do sistema de recompensa observada em alguns indivíduos que utilizam medicamentos dopaminérgicos por um período prolongado. É caracterizada por padrões de comportamento severamente desinibidos, levando a problemas como Dependência da medicação dopaminérgica, jogo compulsivo ou comportamento sexual compulsivo, além de uma orientação geral para a gratificação imediata. Normalmente ocorre em pessoas com Doença de Parkinson (DP) ou Síndrome das pernas inquietas (SPI) que fazem uso prolongado de medicamentos agonistas dopaminérgicos

## Sinais e sintomas

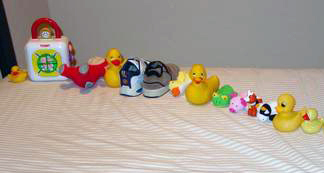
Punding, um possível sintoma da SDS, é a repetição de comportamentos motores complexos, como coletar ou arranjar objetos.

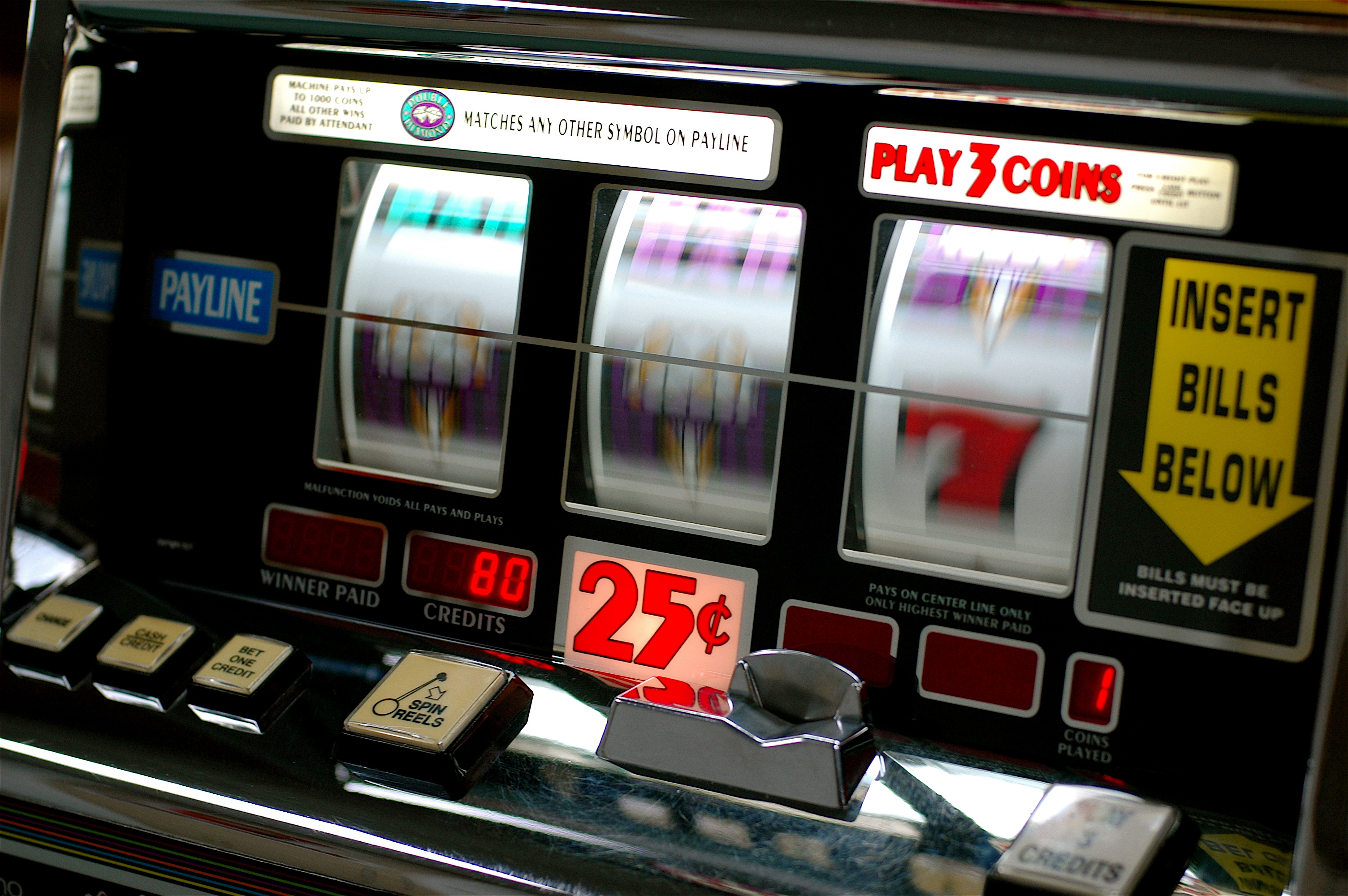
Uma máquina caça-níqueis, comumente utilizada para jogos de azar.

O sintoma mais comum é o desejo intenso pela medicação dopaminérgica. No entanto, outros sintomas comportamentais podem aparecer independentemente desse desejo ou concomitantemente a ele. Os desejos representam um impulso intenso do indivíduo para obter a medicação, mesmo na ausência de sintomas que indiquem sua necessidade. Para suprir essa necessidade, a pessoa se autoadministra doses adicionais. Quando a autoadministração não é possível, podem ocorrer surtos de Agressividade ou o uso de estratégias como simulação de sintomas ou Suborno para obter medicação extra.
Hipomania, manifestando-se com sentimentos de euforia, onipotência ou grandiosidade, tende a aparecer nos momentos em que os efeitos da medicação estão no seu ápice; Disforia, caracterizada por tristeza, retardo psicomotor ou Fadiga e Apatia, é típica na retirada da terapia de reposição de dopamina. Foram descritos diversos transtornos do controle dos impulsos, incluindo jogo compulsivo, compras compulsivas, Transtornos alimentares e Hipersexualidade. Perturbações comportamentais, sendo as tendências Agressividade as mais comuns, são a norma. Psicose também é frequente.

## Causas
A doença de Parkinson é uma doença neurodegenerativa comum caracterizada pela degeneração dos neurônios dopaminérgicos na Substância negra e pela perda de Dopamina no Putâmen. Embora seja descrita como uma doença motora, também produz sintomas cognitivos e comportamentais. O tratamento mais comum é a terapia de reposição de dopamina, que consiste na administração de Levodopa (L-DOPA) ou de agonistas dopaminérgicos (por exemplo, pramipexol ou Ropinirol) aos pacientes. A terapia de reposição de dopamina é amplamente reconhecida por melhorar os sintomas motores, mas seus efeitos sobre os sintomas cognitivos e comportamentais são mais complexos. A dopamina tem sido relacionada ao aprendizado normal de estímulos com relevância comportamental e motivacional, à Atenção e, principalmente, ao Sistema de recompensa. Em conformidade com o papel da dopamina no processamento de recompensas, drogas viciantes estimulam a liberação de dopamina. Embora o mecanismo exato ainda não tenha sido elucidado, o papel da dopamina no sistema de recompensa e na dependência tem sido proposto como a origem da SDS. Modelos de dependência têm sido utilizados para explicar como a terapia de reposição de dopamina pode produzir a SDS. Um desses modelos propõe que, com o uso continuado da droga, ocorre uma habituação aos efeitos de recompensa inicialmente produzidos. Acredita-se que essa habituação seja mediada pela dopamina. Com a administração prolongada de levodopa, o sistema de recompensa se acostuma com ela e passa a necessitar de quantidades maiores. À medida que o usuário aumenta a ingestão da droga, ocorre uma perda de receptores dopaminérgicos no estriado, o que, aliado ao comprometimento das funções mentais direcionadas a metas, resulta em uma intensificação da Sensibilização à terapia com dopamina. Os sintomas comportamentais e de humor da síndrome são produzidos pela overdose de dopamina.

## Diagnóstico
O diagnóstico da síndrome é clínico, pois não existem exames laboratoriais que o confirmem. Para o diagnóstico, é necessário que uma pessoa com resposta comprovada à medicação aumente a ingestão do medicamento além da dosagem necessária para aliviar seus sintomas parkinsonianos, de forma patológica, similar a um padrão de dependência. Deve ainda estar presente um Transtorno do humor atual (por exemplo, depressão, ansiedade ou Hipomania), um transtorno comportamental (por exemplo, Jogo patológico excessivo, compras compulsivas, tendência sexual exacerbada, agressividade ou isolamento social) ou uma percepção alterada sobre o efeito da medicação. Um Questionário sobre os sintomas típicos da SDS também foi desenvolvido e pode auxiliar no processo diagnóstico.

## Prevenção
A principal medida de prevenção proposta é a prescrição da menor dose possível de terapia de reposição de dopamina para indivíduos em risco. A minimização do uso de agonistas dopaminérgicos, bem como de formulações de curta duração de L-DOPA, também pode diminuir o risco da síndrome.

## Manejo
A medida terapêutica de primeira escolha consiste na redução da dosagem do medicamento dopaminérgico. Se essa redução for mantida, as características da síndrome tendem a diminuir rapidamente. A interrupção da terapia com agonistas dopaminérgicos também pode ser útil. Algumas características comportamentais podem responder à psicoterapia; além disso, o apoio social é importante para o controle dos Fator de risco. Em alguns casos, Antipsicóticos podem ser úteis na presença de psicose, agressividade, jogo patológico ou hipersexualidade.
Com base em cinco relatos de caso, O Valproato pode ter eficácia no controle dos sintomas da SDS induzida por levodopa decorrente do uso de levodopa para o tratamento da Doença de Parkinson.

## Epidemiologia
A SDS não é comum entre os pacientes com Doença de Parkinson (DP). A prevalência pode ser de cerca de 4%. Sua prevalência é maior entre homens com início precoce da doença. O abuso prévio de substâncias, como o consumo excessivo de álcool ou o uso de drogas, parece ser o principal fator de risco, juntamente com um histórico de Transtorno afetivo.

## História
A DP foi descrita formalmente pela primeira vez em 1817; entretanto, a L-dopa não entrou em prática clínica até quase 1970. Nesses trabalhos iniciais, já havia relatos de complicações neuropsiquiátricas. Durante as décadas seguintes, surgiram casos apresentando sintomas da SDS em relação à terapia com dopamina, como Hipersexualidade, Jogo patológico ou Punding. A SDS foi descrita como síndrome pela primeira vez no ano 2000. Três anos depois, os primeiros artigos de revisão sobre a síndrome foram publicados, demonstrando uma crescente conscientização sobre a importância da SDS. Critérios diagnósticos foram propostos em 2005.